# 질 시몽

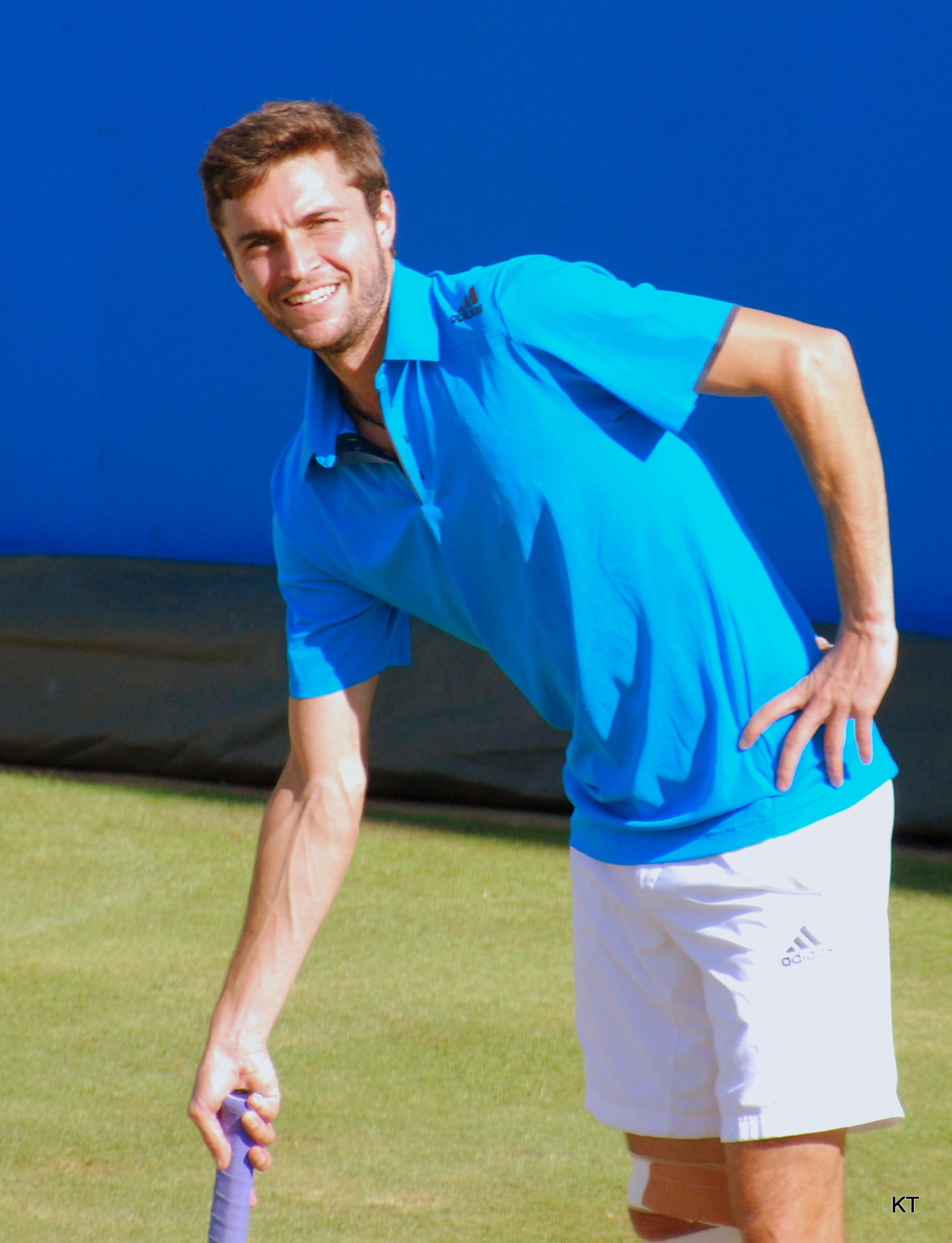

질 시몽(프랑스어: Gilles Simon, 1984년 12월 27일~)은 프랑스의 테니스 선수이다. 니스 출신.